# Dead Ringer
Dead Ringer – jeden z trzech albumów Meat Loafa napisanych w całości przez Jima Steinmana.
Kompozytor Jim Steinman w 1978 roku zaczął pracować nad albumem „Renegade Angel”, który miał być następcą „Bat Out Of Hell”. W wyniku splotu różnych czynników (m.in. wyczerpanie trasą koncertową, narkotyki) Meat Loaf stracił głos. Naciskany przez wytwórnię Steinman postanowił, że album „Bad For Good” (taką nazwę otrzymał ostatecznie „Renegade Angel”) nagra bez Meat Loafa, a dla niego napisze inny album. „Dead Ringer” ukazał się we wrześniu 1981 roku kilka miesięcy po „Bad For Good”.
Koncerty po ukazaniu się płyty oznaczają początek długiej współpracy z kompozytorem i pianistą Paulem Jacobsem.

## Lista piosenek
1. Peel Out (Jim Steinman) – 6:30
2. I'm Gonna Love Her For Both Of Us (Jim Steinman) – 7:09
3. More Than You Deserve (Jim Steinman) – 7:02
4. I'll Kill You If You Don't Come Back (Jim Steinman) – 6:24
5. Read 'Em and Weep (Jim Steinman) – 5:25
6. Nocturnal Pleasure (Jim Steinman) – 0:38 – utwór mówiony przez Jima Steinmana
7. Dead Ringer For Love (Jim Steinman) – 4:21 – duet z Cher
8. Everything Is Permitted (Jim Steinman) – 4:41

## Osoby
- Meat Loaf — Główny wokal
- Cher – Główny wokal kobiecy w piosence Dead Ringer For Love
- Davey Johnstone – Gitara
- Mick Ronson – Gitara
- Joe DeAngelis – Gitara akustyczna
- Steve Buslowe – Gitara basowa
- Roy Bittan – Fortepian, Keyboard
- Nicky Hopkins – Fortepian
- Larry Fast – Syntezator
- Max Weinberg – Perkusja
- Liberty DeVitto – Perkusja
- Jimmy Maelen – Perkusja
- Alan Rubin – Trąbka
- Lou Marini – Trąbka
- Lou Del Gatto – Trąbka
- Tom Malone – Trąbka
- Jim Steinman – Wokal w utworze mówionym Nocturnal Pleasure
- Eric Troyer – Chórek
- Rory Dodd – Chórek
- Ted Neeley – Chórek
- Allan Nicholls – Chórek
- Rhonda Coullet – Chórek